# Ngư Hoạn
Ngư Hoạn (tiếng Trung: 魚豢; bính âm: Yu Huan; ? - ?) là quan viên Tào Ngụy, nhà sử học thời Tam Quốc trong lịch sử Trung Quốc.

## Cuộc đời
Ngư Hoạn quê ở quận Kinh Triệu, Ung Châu, xuất thân ở đất cũ của Tây Nhung, am hiểu phong thổ.
Thời trẻ, Ngư Hoạn hướng Đổng Ngộ, Nhạc Tường, Hàm Đan Thuần học Tả truyện cùng bốn nhà Tề, Lỗ, Hàn, Mao trong Thi. Sau xuất sĩ Tào Tháo, từng cùng Vương Xán, Nguyễn Vũ biện luận.
Thời Ngụy Minh Đế (226 - 239), Ngư Hoạn được bổ nhiệm làm lang trung. Khi Tư Mã Viêm soán ngôi (265), Ngư Hoạn ở ẩn, cả đời không theo Tấn.

## Tác phẩm
Ngư Hoạn có tác phẩm Ngụy lược hơn 80 cuốn, ước chừng hơn 800 vạn chữ, vô cùng đồ sộ. Ngụy lược dẫn chứng nhiều về con người, dân cư vùng Kinh Triệu, lối sống, phong tục của Tây Nhung, những chuyện thâm cung bí sử, thói hư tật xấu, mưu hèn kế bẩn của những nhân vật cầm quyền đương thời như Tào Tháo, Tào Phi, Tào Hưu, Hạ Hầu Đôn, Hà Yến, Tưởng Tế, Tư Mã Ý, Triệu Nghiễm. Đến thời Đường thì sách thất truyền. Người thời sau góp nhặt lại không được một phần hai mươi.

## Trong văn hóa
Ngư Hoạn không xuất hiện trong tiểu thuyết Tam quốc diễn nghĩa của La Quán Trung.